# Гамбурзькі кури
Гамбурзькі кури  — яєчна порода курей, родом з Нідерландів. 
Ця порода почала поширюватись в 1740 році в Голландії. Вантаж з цим птахом прибував в порт Гамбурга, від чого й пішла така назва. Коли цей птах отримала велику популярність, ним зацікавились німецькі селекціонери, щоб вивести курок невеликих розмірів з міцним здоров'ям і гарною яєчної продуктивністю. 

## Характеритики
Птахи цієї породи мають витягнуті і стрункі тіла. У них невеликий опущений тулуб і лапи середньої довжини. Вони мають багатий вигляд і яскраво виражене забарвлення пір'я. Голова курей знаходиться в злегка нахиленому положенні, а груди піднята вгору. Їх голова обрамляється жорсткими пір'ям, але лицьова частина гола.
Гамбурзькі кури володіють рожевим гребінцем, який має характерний «зубець» посередині. Їх вушні мочки контрастного білого кольору. Дзьоб цих курей маленький і віддає блакитним відтінком. Вони мають довге пір'я з великим розмахом, які припущено вниз. Пальці мають незвичайним синюватим кольором.

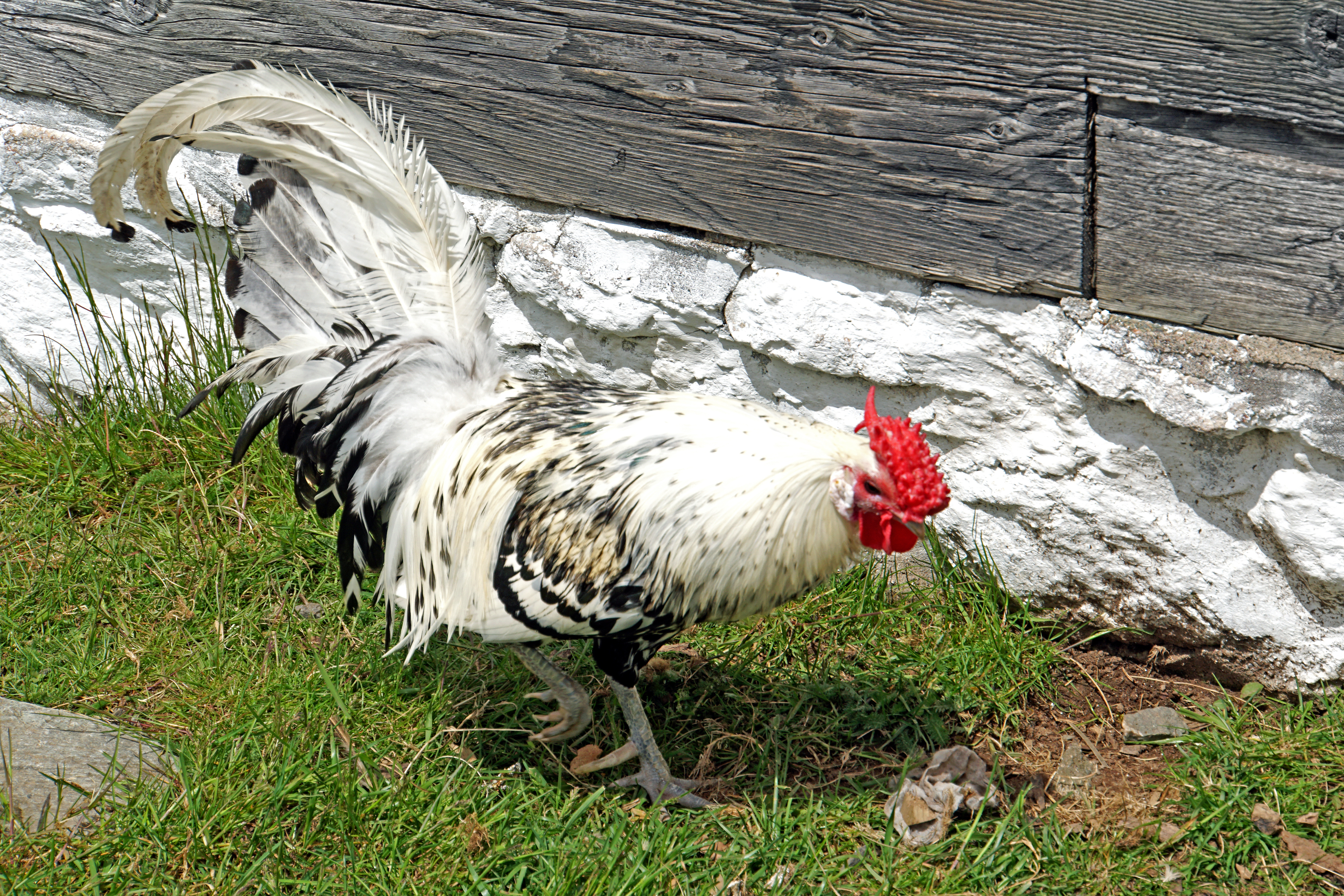
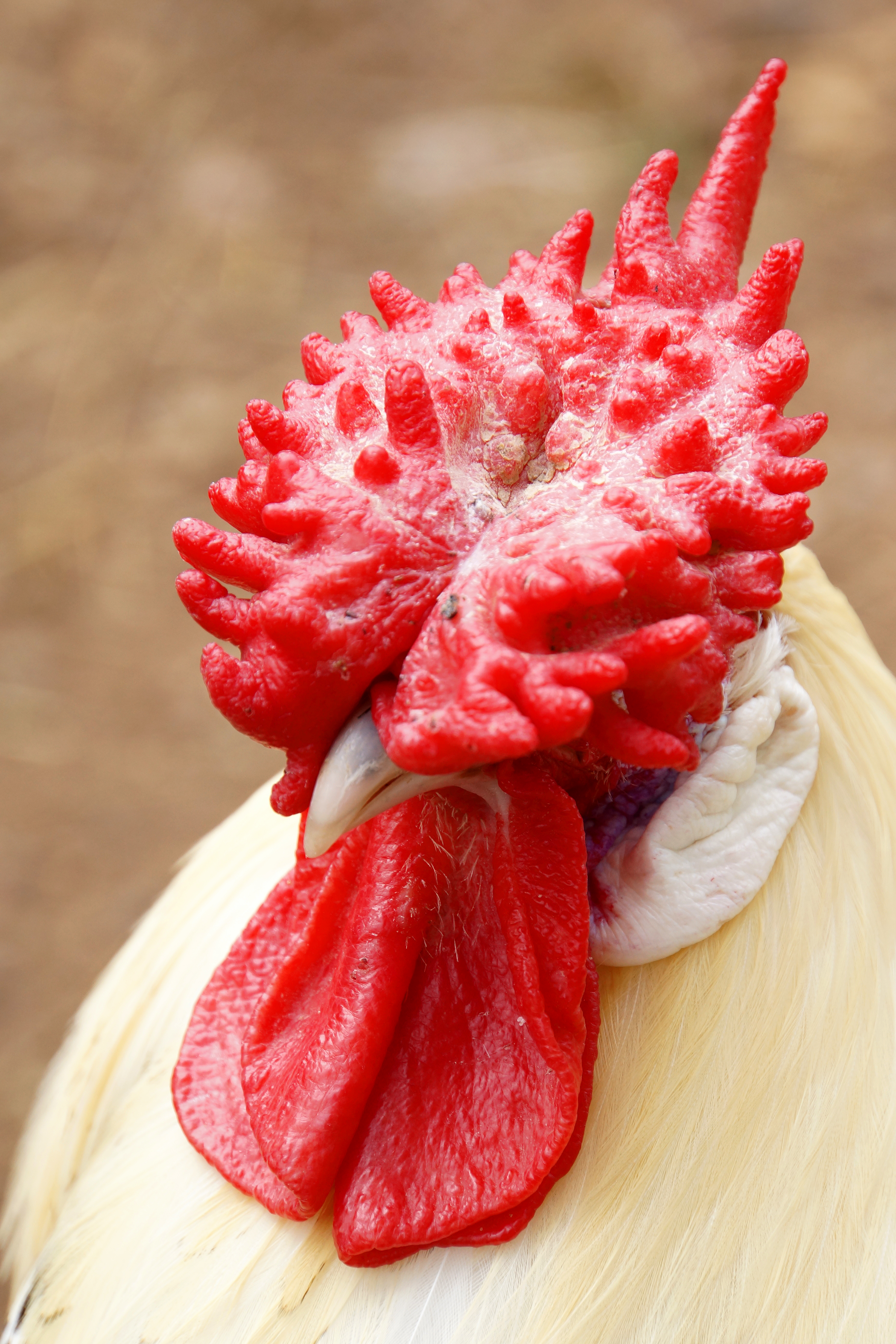
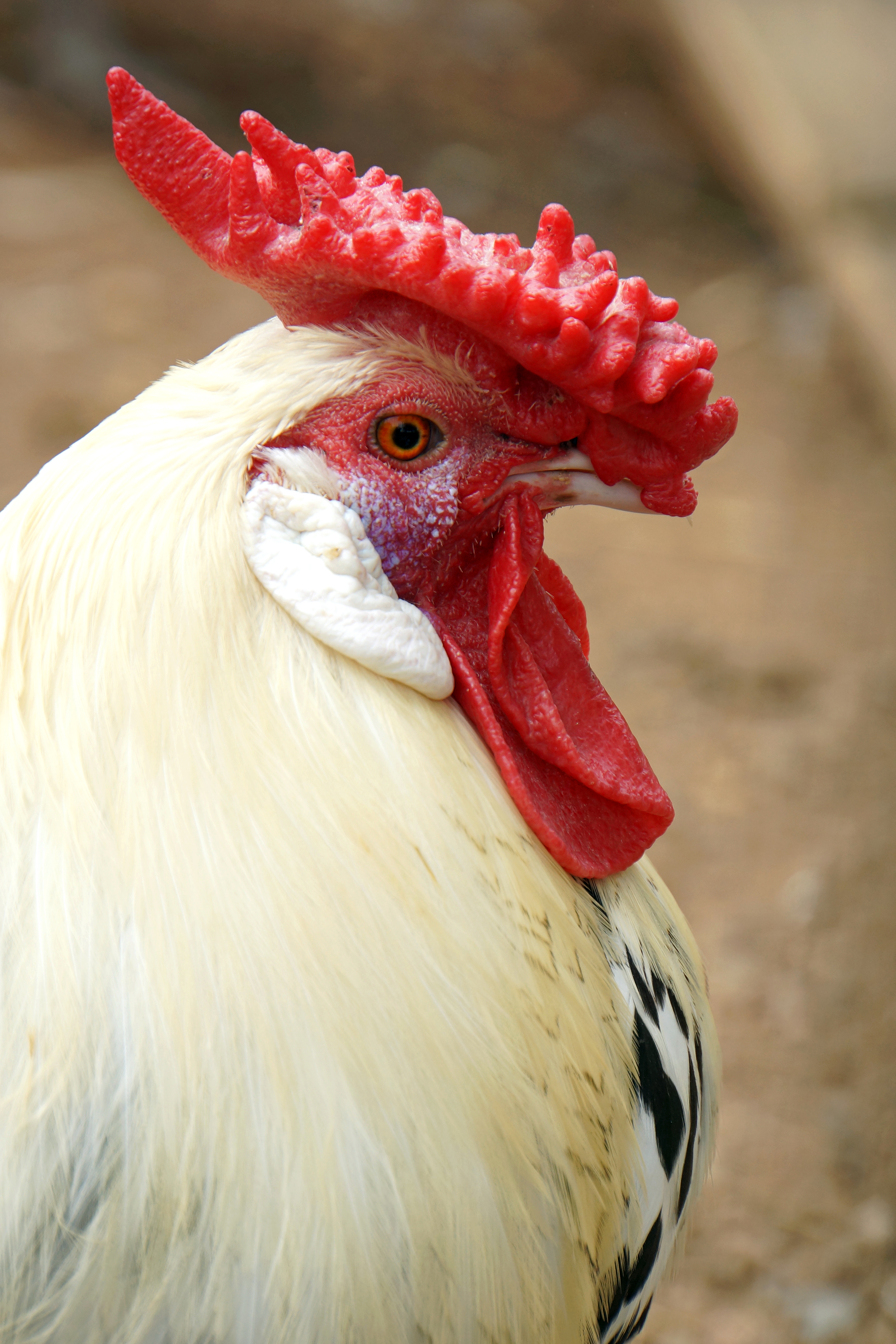
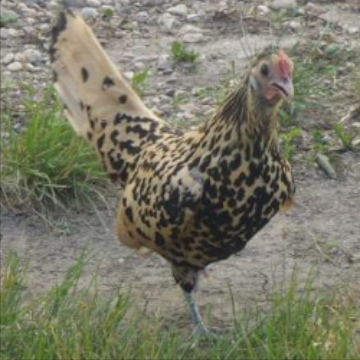

## Продуктивність
Від кожної несучки можна отримувати приблизно 195 яєць на рік. Фіксований максимум склав 250 штук. Середня маса одного яйця становить 50-60 грамів. В перший рік кури дають 180 штук яєць, у другий - 140.

## Особливості породи
Порода вважається декоративною, хоча кури дуже витривалі і досить продуктивні. Це порода, що володіє характерним забарвленням і невисоким зростом, як зображено на фото. Гамбурзькі кури мають лагідний характер і не конфліктують з іншими породами. Можна тримати кілька півнів, адже вони не б'ються. Такі птахи не вибагливі до умов проживання і харчування, а також володіють міцним здоров'ям.